# Wojciech Wiewiorowski
Wojciech Wiewiorowski (ur. 22 czerwca 1928 w Częstochowie, zm. 12 sierpnia 2007) – polski płetwonurek, uczestnik wielu wypraw naukowo-badawczych i archeologicznych, członek Komisji Działalności Podwodnej Zarządu Głównego PTTK, założyciel Poznańskiego Klubu Podwodnego ”Akwanauta”, inżynier chemik
W czasie II wojny światowej był żołnierzem batalionu szturmowego Szarych Szeregów, uczestnikiem powstania warszawskiego w kompanii batalionu „Miłosz”, dowodzonej przez Kazimierza Leskiego „Bradla”. Brał udział m.in. w walkach o budynek Sejmu. Więzień stalagów: Sandbostel, Hamburga i Huzum, członek brytyjskiej Kompanii Wartowniczej Sylt.
W 1973 był delegatem Komisji Działalności Podwodnej ZG PTTK podczas kongresu CMAS w Londynie.
Zmarł 12 sierpnia 2007, został pochowany 17 sierpnia na Cmentarzu Naramowickim w Poznaniu.